# りんくうプレミアム・アウトレットきっぷ
りんくうプレミアム・アウトレットきっぷは、南海電気鉄道が発売している往復割引乗車券である。

## 概要
関西国際空港とりんくうタウンへの乗客ならびに買い物客誘致を目的として2004年（平成16年）9月に発売を開始した。当初の名称は「関空・りんくうプレミアムきっぷ」で期間限定発売であった。2010年から、りんくうプレミアム・アウトレットに特化した切符に改め、現在に至る。
南海各駅からりんくうタウン駅までの「割引往復乗車券」と「りんくうプレミアム・アウトレットお買い物券引換券（1,000円分）」がセットになっている。
2015年3月1日から、海外の個人旅行客をターゲットとして、「難波～りんくうタウン」と「りんくうタウン～関西空港」または「関西空港～りんくうタウン」と「りんくうタウン～難波」の片道割引乗車券とりんくうプレミアム・アウトレットお買い物券引換券をセットにした片道版も発売している。日本国内の旅行客も購入できる。

## 沿革
- 2004年（平成16年）9月 - 「関空・りんくうプレミアムきっぷ」の発売を開始。
- 2005年（平成17年）
  - 6月28日 - 「関空・りんくうプレミアムきっぷ」の発売を発表。発売期間は7月9日から8月31日、大人 1,900円、小児 960円。[2]
  - 12月21日 - 「関空・りんくうプレミアムきっぷ」の発売を発表。発売期間は12月23日から翌年1月29日。通常版は大人 2,000円、小児 1,000円。和歌山版は大人 1,900円、小児 960円。[3]
- 2006年（平成18年） - 「関空・りんくうプレミアムきっぷ」の発売を開始。
  - 6月16日 - 「関空・りんくうプレミアムきっぷ」の発売を発表。発売期間は7月1日から9月3日。難波・新今宮・天下茶屋の各駅からの場合、大人 2,000円、小児 700円。和歌山市駅からの場合は 1,900円、小児 670円。[4]
  - 11月20日 - 「関空・りんくうプレミアムきっぷ」の発売を発表。発売期間は12月1日から翌年1月31日。通常版（難波・新今宮・天下茶屋・堺の4駅）大人 1,900円、小児 960円。和歌山版（和歌山市駅）大人 1,800円、小児 900円。「KANKU CLUBカード」お試し券引換券付き。[5]
- 2007年（平成19年）
  - 6月22日 - 「関空・りんくうプレミアムきっぷ」の発売を発表。発売期間は7月1日から9月2日。難波・新今宮・天下茶屋・堺の4駅からの場合、大人 1,900円、小児 960円。和歌山市駅からの場合、大人 1,800円、小児 900円。[6]
- 2010年（平成22年）
  - 7月1日 - 「りんくうプレミアム・アウトレットきっぷ」の発売を発表。発売期間は7月16日から翌年3月31日。発売駅を大幅に増やし、大人のみの発売となった。りんくうプレミアム・アウトレットで使えるお買い物券引換券1,000円分がセット。[7]
- 2015年（平成27年）
  - 2月23日 - インバウンドをターゲットとした「りんくうプレミアム・アウトレットきっぷ（片道版）」の発売を発表。3月1日から難波駅と関西空港駅および南海電鉄グローバルサイトで発売開始。難波駅発券の場合、「難波駅からりんくうタウン駅」および「りんくうタウン駅から関西空港駅」までの割引乗車券とりんくうプレミアム・アウトレットお買い物券引換券（1,000円分）つき。関西空港駅発券の場合、「関西空港駅からりんくうタウン駅」および「りんくうタウン駅から難波駅」までの割引乗車券とりんくうプレミアム・アウトレットお買い物券引換券（1,000円分）つき。日本国内の旅客でも購入可能。発売額は大人 1,710円（小児用の設定無し、特急券付きの設定無し）。[8]

## 旧：「関空・りんくうプレミアムきっぷ」
- 難波駅・新今宮駅・天下茶屋駅・堺駅・和歌山市駅から関西空港駅までの往復乗車券（りんくうタウン駅での途中下車が可能）
- 難波駅・新今宮駅・天下茶屋駅・堺駅から関西空港駅までのラピート割引往復特別急行券または和歌山市駅から泉佐野駅までのサザン割引往復座席指定券
- スカイシャトルバス（関西空港内・同空港～りんくうプレミアムアウトレット～イオンりんくう泉南ショッピングセンターを結んでいるバス）フリー乗車券
- 関空展望ホール「スカイビューパス」購入2割引券
- 全日空ゲートタワーホテル大阪レストラン・バー特別優待券（クリスマスシーズンと正月は適用対象外）
- りんくうプレミアムアウトレットクーポンシート